# 香港茂昌眼鏡
香港茂昌眼鏡有限公司，簡稱香港茂昌眼鏡（英語：Hong Kong Optical Company Limited，港交所除牌當時為0152.HK），於1951年成立，業務是銷售眼鏡產品，廸生創建旗下公司，是在1972年上市。
但隨著經濟不景氣，零售意欲減低，以致影響收入。在1989年，出售給廸生創建，換成為新創見，再出售給深圳市旗下國有企業，現時為深圳國際。
2014年，寰宇國際購入茂昌眼鏡。分别收购香港茂昌眼镜11%及海越80%权益，总购买价400万元，将由内部资源拨付。部份茂昌眼鏡分店易名為寰宇眼鏡。

## 外部連結
- hkoptical.com.hk/ （页面存档备份，存于）